# آنا أكونيا
آنا أكونيا (بالإسبانية: Ana Acuña) مواليد 5 مايو 1994، هي لاعبة كرة يد باراغوايانية تلعب كظهير أيسر. مثلت منتخب باراغواي لكرة اليد للسيدات.

## سجل المنافسة
شاركت في البطولات التالية:
- بطولة العالم لكرة اليد للسيدات 2013